# Adarakatti, Shirhatti
Adarakatti là một làng thuộc tehsil Shirhatti, huyện Gadag, bang Karnataka, Ấn Độ.